# Коллекция Филипп Трейд
Коллекция Филипп Трейд (хорв. Zbirka Filip Trade) — крупная частная[чья?] коллекция хорватского современного искусства. Она является дочерней компанией «Filip Trade», дистрибьюторской компании с офисами, расположенными в Загребе, столице Хорватии. Планировалось, что её офисы и коллекция переедут в специально построенное здание в районе Загреба Чрномерец. Коллекция была основана[кем?] в 1990-х годах с покупкой графической работы «Каменные стены» Отона Глихи, это приобретение было предложено хорватским искусствоведом Радованом Беком. Ныне в Коллекции Филип Трейд хранятся произведения хорватских художников, созданные с 1950-х годов и по сегодняшний день. Самая ранняя работа из собрания датируется 1949 годом и представляет собой бронзовую скульптуру «Бара с курицей» работы хорватского скульптора Ивана Кожарича. 
В 2010-е годы Коллекция Филипп Трейд стала более ориентированной на произведения современных художников молодого и среднего поколений. Коллекция поддерживает давние отношения с некоторыми мастерами, так в ней насчитывается 33 работы хорватского художника Ловро Артуковича, поступившие в неё за 12 лет взаимовыгодного сотрудничества. К более молодым художникам, представленным в коллекции, относятся Сильвия София, Андрея Кулунчич, Сильво Шарич и Игорь Руф. В собрании также имеются значимые работы художников, принадлежавших к ключевым периодам и арт-группам в истории хорватского искусства, например, к «Exat 51», «Новым тенденциям», «Группе Горгона» и «Informel». 
Коллекция активно вовлечена в современную художественную жизнь Хорватии. Премия Филипп Трейд ежегодно вручалась с 2002 по 2005 год молодому начинающему хорватскому художнику. В 2002 году ей был удостоен Давид Малькович, в 2003 году — Матко Векич, в 2004 году лауреатом премии стал Кристиан Кожул, а в 2005 году — Виктор Попович. Коллекция также сотрудничала с художниками, независимыми ассоциациями художников и культурными учреждениями для организации различных художественных проектов и выставок по всей Европе. Например, Коллекция Филипп Трейд организовала ряд независимых выставок, к которым относился проект «Linienstrasse113», организованный в Берлине. Учреждение также регулярно проводит выставку, организованную галереей «5 Kula» на ежегодном Мотовунском кинофестивале в Истрии (Хорватия). Коллекция Филипп Трейд также поддержала публикацию книги «Справочник по углеводородам» признанного художника, работающего под псевдонимом Puma 34.